# Candice Accola
Candice Rene King (født Candice Renee Accola; 13. maj 1987) er en amerikansk skuespiller og sanger bedst kendt for sin rolle som Caroline Forbes i The Vampire Diaries.

## Privat
Accola blev født i Houston, Texas men voksede op i Edgewood, Florida og gik på Lake Highland Preparatory School. Hendes far, Kevin, er en hjertekirurger og hendes mor, Carolyn, var tidligere en miljøingeniør før hun blev hjemmegående. Begge hendes forældre er aktive medlemmer af det lokale republikanske parti. Hun har en yngre bror.
Candice Candice blev den 18. oktober 2014 gift med sanger Joe King.

## Filmografi
| År      | Film/tv                                                   | Rolle             | Noter                          |
| ------- | --------------------------------------------------------- | ----------------- | ------------------------------ |
| 2007    | Pirate Camp                                               | Annalisa/Tom      | [ 7 ]                          |
| 2007    | How I Met Your Mother                                     | Amy               | Afsnit: "Something Borrowed"   |
| 2007    | Juno                                                      | Amanda            |                                |
| 2007    | On the Doll                                               | Melody            |                                |
| 2007    | X's & O's                                                 | Gwens ven         |                                |
| 2008    | Deadgirl                                                  | JoAnn             |                                |
| 2008    | Hannah Montana & Miley Cyrus: Best of Both Worlds Concert | Sig selv          | Baggrundssanger                |
| 2009    | Supernatural                                              | Amanda Heckerling | Afsnit: "After School Special" |
| 2009    | Greek                                                     | Alice             | Afsnit: "Isn't It Bro-mantic?" |
| 2009    | Hannah Montana: The Movie                                 | Sig selv          | Baggrundssanger                |
| 2009    | Kingshighway                                              | Sophia            | Færdiggjort                    |
| 2009    | The Truth About Angels                                    | Caitlin Stone     |                                |
| 2009–nu | The Vampire Diaries                                       | Caroline Forbes   | Fast                           |
| 2010    | Drop Dead Diva                                            | Jessica           | Afsnit: "Begin Again"          |
| 2012    | Dating Rules From My Future Self                          | Chloe Cunningham  | Fast                           |

## Priser
| År   | Pris               | Kategori             | Værk                | Resultat |
| ---- | ------------------ | -------------------- | ------------------- | -------- |
| 2012 | Teen Choice Awards | Scene Stealer Female | The Vampire Diaries | Vundet   |